# De behandeling
De behandeling is een Vlaamse film van Hans Herbots uit 2014, gebaseerd op de bestseller The Treatment van Mo Hayder. De film ging in première op 21 januari 2014. Hoofdrollen in deze thriller worden vertolkt door Geert Van Rampelberg, Ina Geerts, Johan Van Assche en Laura Verlinden. Director of photography was Frank van den Eeden.

## Rolverdeling
| Acteur                   | Personage                                              |
| ------------------------ | ------------------------------------------------------ |
| Geert Van Rampelberg     | Nick Cafmeyer (het personage Jack Caffery in het boek) |
| Ina Geerts               | Danni Petit                                            |
| Johan Van Assche         | Ivan Plettinckx                                        |
| Laura Verlinden          | Steffi Vankerkhove                                     |
| Ingrid De Vos            | Nancy Lammers                                          |
| Tibo Vandenborre         | Alex Simons                                            |
| Brit Van Hoof            | Cindy Simons                                           |
| Dominique Van Malder     | Roland Claeren                                         |
| Michael Vergauwen        | Chris Gommaer                                          |
| Jan Hammenecker          | Inspecteur Verbraeke                                   |
| Roy Aernouts             | Bjorn Cafmeyer                                         |
| Norman Baert             | Inspecteur Meersman                                    |
| Charlotte Anne Bongaerts | Brenda Seghers                                         |
| Thomas Janssens          | Hulpagent Pateet                                       |
| Roel Swanenberg          | Hans Vankerkhove                                       |
| Kyan Steverlynck         | Joff Vankerkhove                                       |
| Circé Lethem             | Iris Kryotos                                           |
| Stan Puynen              | Robin Simons                                           |